# Janów
Janów [ˈjanuf] es un pueblo ubicado en el distrito administrativo de Gmina Łęki Szlacheckie, dentro del Distrito de Piotrków, Voivodato de Łódź, en Polonia central. Se encuentra aproximadamente a 6 kilómetros al suroeste de Łęki Szlacheckie, a 27 kilómetros al sur de Piotrków Trybunalski, y a 72 kilómetros al sur de la capital regional Łódź.